# Дубівецьке джерело

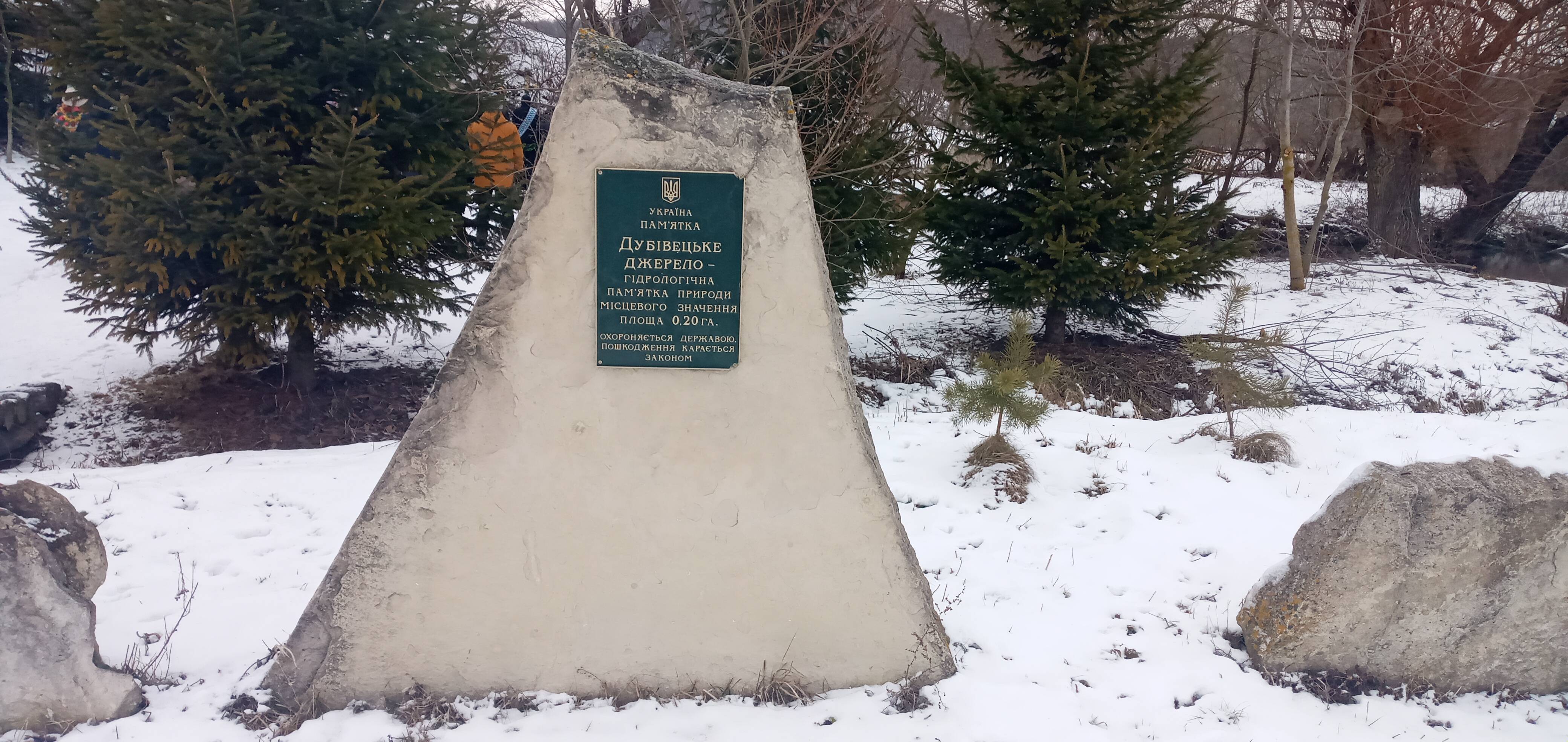
Дубівецьке джерело

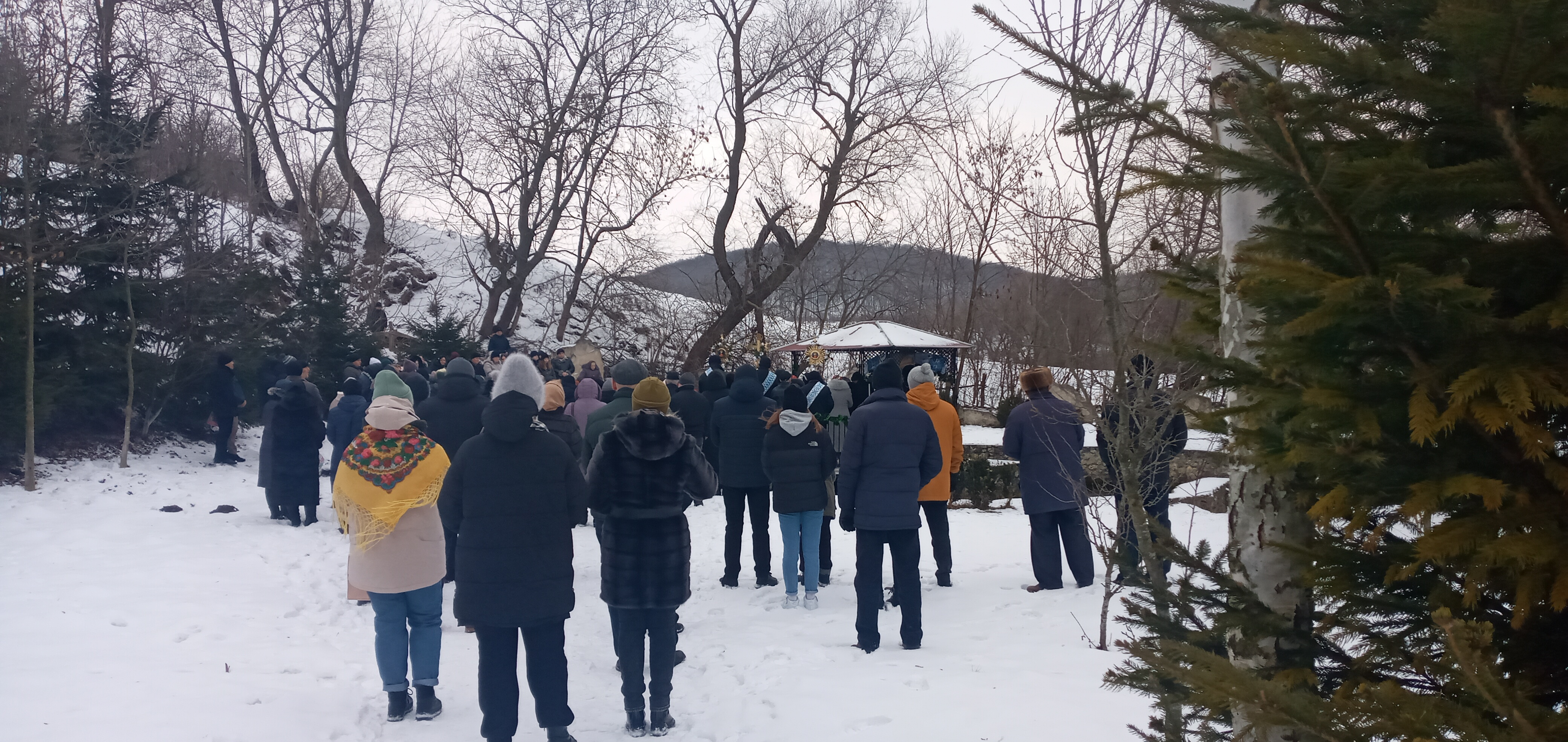
Дубівецьке джерело на Водохреще

Дубіве́цьке джерело́ — гідрологічна пам'ятка природи місцевого значення в Україні. Розташована в селі Дубівцях Тернопільського району Тернопільської області, в долині річки Гніздечна, під правим схилом.
Оголошене об'єктом природно-заповідного фонду рішенням Тернопільської обласної ради від 21 серпня 2000 № 187. Перебуває у віданні Байковецької сільської громади. Площа — 0,20 га.
Під охороною — джерело підземних вод, що відіграє важливу водорегулятивну, оздоровчу, естетичну та історичну функції. Витікає з-під задернованого схилу неподалік від хат. Воду використовують для освячення і пиття.